# Webb (Familienname)
Webb ist ein englischer Familienname.

## Namensträger

### A
- Al Webb († 2015), US-amerikanischer Journalist
- Alan Webb (Schauspieler) (1906–1982), englischer Schauspieler
- Alan Webb (Leichtathlet) (* 1983), US-amerikanischer Mittelstreckenläufer
- Alexander D. Webb (* 1952), US-amerikanischer Fotograf, siehe Alex Webb
- Alexander Russell Webb (1846–1916), US-amerikanischer Schriftsteller, Verleger und Konsul der Vereinigten Staaten auf den Philippinen, früher anglo-amerikanischer Muslim-Konvertit
- Alexander Stewart Webb senior (1835–1911), US-amerikanischer General
- Alexander Stewart Webb junior (1870–1948), US-amerikanischer Banker und Philanthrop
- Alf Webb (Fußballspieler, 1878) (Alfred Webb; 1878–1932), englischer Fußballspieler
- Alf Webb (Fußballspieler, 1901) (Alfred Henry Webb; 1901–??), englischer Fußballspieler
- Amy Webb (* 1974), US-amerikanische Futuristin; Gründerin und CEO des Future Today Institute
- Andrew Webb (um 1900–nach 1926), US-amerikanischer Jazztrompeter
- Aston Webb (1849–1930), britischer Architekt

### B
- Beatrice Webb (1858–1943), britische Sozialreformerin
- Blake Webb (* 1985), US-amerikanischer Theater- und Filmschauspieler
- Boyd Webb (* 1947), neuseeländischer Fotograf und Filmregisseur
- Brandon Webb (* 1979), US-amerikanischer Baseballspieler
- Bresha Webb (* 1984), US-amerikanische Schauspielerin
- Bronson Webb (* 1983), britischer Schauspieler

### C
- Catherine Webb (* 1986), britische Autorin
- Charles Webb (Fußballspieler) (1879–1939), englischer Fußballspieler
- Charles Webb (Schriftsteller, 1939) (1939–2020), US-amerikanischer Schriftsteller
- Charles Henry Webb (1834–1905), US-amerikanischer Erfinder, Schriftsteller und Verleger
- Charles Meer Webb (1830–1895), deutsch-britischer Maler
- Charlotte Webb (1923–2025), britische Kryptoanalytikerin
- Chick Webb (1905–1939), US-amerikanischer Schlagzeuger
- Chloe Webb (* 1956), US-amerikanische Schauspielerin
- Clement Charles Julian Webb (1865–1954), britischer Philosoph
- Clifton Webb (1889–1966), US-amerikanischer Schauspieler
- Constance Webb (1918–2005), US-amerikanische Autorin

### D
- Daniel Webb (General) († 1771), britischer General
- Daniel Webb (Schriftsteller) (1718/1719–1798), irischer Schriftsteller
- Danny Webb (Schauspieler) (* 1958), britischer Schauspieler
- Danny Webb (Fußballspieler) (Daniel John Webb; * 1983), englischer Fußballspieler
- Danny Webb (Rennfahrer) (Daniel Webb; * 1991), britischer Motorradrennfahrer
- David Webb (Ruderer) (* 1943), britischer Ruderer
- David Webb (* 1946), englischer Fußballspieler und -trainer
- David Webb (Mediziner) (* 1953), britischer Mediziner
- David Webb (Politiker) (* 1954), US-amerikanischer Politiker
- David Webb (Sänger), britischer Opernsänger (Tenor)
- David Allardice Webb (1912–1994), irischer Botaniker
- Davis Webb (* 1995), US-amerikanischer American-Football-Spieler

### E
- Edward Carl Webb, bekannt als Rake Yohn (* 1977), US-amerikanischer Aktionskünstler und Chemiker
- Edwin Y. Webb (1872–1955), US-amerikanischer Politiker
- Electra Havemeyer Webb (1888–1960), US-amerikanische Kunstsammlerin
- Ellsworth Webb (Spider Webb; * 1931), US-amerikanischer Boxer
- Elven Webb (1910–1979), britischer Artdirector und Szenenbildner
- Emma Sinclair-Webb, britische Menschenrechtsaktivistin für Human Rights Watch
- Eric Norman Webb (1889–1984), neuseeländischer Geophysiker und Polarforscher
- Ernest Webb (1874–1937), britischer Leichtathlet

### F
- Francis William Webb (1836–1906), britischer Ingenieur

### G
- G. W. Webb (1824–1920), US-amerikanischer Geschäftsmann und Politiker
- Gary Webb (Journalist) (1955–2004), US-amerikanischer Journalist
- Gary Webb (Golfspieler) (* 1961), US-amerikanischer Golfspieler
- Gary Webb (Künstler) (* 1973), britischer Objektkünstler
- Gary Anthony James Webb, eigentlicher Name von Gary Numan (* 1958), britischer Musiker
- George Webb (Fußballspieler, 1888) (George William Webb; 1888–1915), englischer Fußballspieler
- George Webb (Fußballspieler, 1896) (1896–1968), englischer Fußballspieler
- George Webb (Schauspieler) (1912–1998), britischer Schauspieler
- George Webb (Musiker) (1917–2010), britischer Pianist, Bandleader und Musikveranstalter
- George Webb (Fußballspieler, 1991) (* 1991), englischer Fußballspieler
- George C. Webb (* vor 1962), US-amerikanischer Artdirector und Szenenbildner
- George J. Webb (1803–1887), US-amerikanischer Organist und Komponist
- Gerald Webb, US-amerikanischer Schauspieler
- Graham Webb (1944–2017), englischer Radrennfahrer

### H
- Haley Webb (* 1985), US-amerikanische Schauspielerin
- Harry Rodger Webb, bekannt als Cliff Richard (* 1940), britischer Popsänger
- Hollie Webb (* 1990), britische Feldhockeyspielerin
- Howard Webb (* 1971), britischer Fußballschiedsrichter

### I
- Ira Webb (1899–1971), US-amerikanischer Filmproduzent, Regisseur, Artdirector und Szenenbildner

### J
- J. Watson Webb Jr. (1916–2000), US-amerikanischer Filmeditor und Museumsleiter
- Jack Webb (1920–1982), US-amerikanischer Regisseur, Drehbuchautor, Schauspieler und Produzent
- James Webb (Maler) (1825–1895), englischer Maler
- James Webb (Historiker) (1946–1980), schottischer Historiker und Biograf
- James E. Webb (Tontechniker) (* vor 1971), US-amerikanischer Tontechniker
- James Edwin Webb (1906–1992), US-amerikanischer Leiter der NASA, nach ihm wurde das James-Webb-Weltraumteleskop benannt
- James R. Webb (1909–1974), US-amerikanischer Drehbuchautor
- Jamie Webb (* 1994), britischer Leichtathlet
- Jane Webb (1807–1858), englische Schriftstellerin, siehe Jane C. Loudon
- Jane Webb (Schauspielerin) (1925–2010), US-amerikanische Schauspielerin und Synchronsprecherin
- Jaylin Webb (* um 2006), US-amerikanischer Kinderdarsteller
- Jeffrey Webb (Fußballfunktionär) (* 1964), Fußballfunktionär der Cayman Islands
- Jeffrey Webb (Skirennläufer) (* 1998), malaysischer Skirennläufer
- Jim Webb (* 1946), US-amerikanischer Politiker
- Jimmy Webb (* 1946), US-amerikanischer Songwriter
- Joe Webb (Footballspieler) (* 1986), US-amerikanischer American-Football-Spieler
- Joe Webb (Musiker) (* um 1991), britischer Jazzmusiker
- John Webb (Architekt) (1611–1672), englischer Architekt
- John Webb (Ruderer) (1930–2006), südafrikanischer Ruderer
- John Webb (Leichtathlet) (1936–2022), britischer Geher
- Jon Webb (* 1963), englischer Rugby-Union-Spieler
- Jordan Webb (Eishockeyspieler) (* 1981), kanadischer Eishockeyspieler
- Jordan Webb (Fußballspieler) (* 1988), kanadischer Fußballspieler

### K
- Karen Webb (* 1971), deutsche Fernsehmoderatorin
- Karrie Webb (* 1974), australische Golferin
- Kate Webb (1943–2007), australische Journalistin neuseeländischer Herkunft
- Katherine Webb (* 1977), britische Schriftstellerin
- Kathy Webb (* 1950), US-amerikanische Politikerin

### M
- Marc Webb (* 1974), US-amerikanischer Regisseur
- Marshall B. Webb (* 1961), US-amerikanischer Generalleutnant
- Marti Webb (* 1944), englische Sängerin
- Marvin Webb, deutscher DJ und Musikproduzent
- Mary Gladys Webb (1881–1927), britische Schriftstellerin
- Matthew Webb (1848–1883), englischer Schwimmer
- Maurice B. Webb (1926–2021), US-amerikanischer Physiker
- Mike Webb (* 1979), kanadischer Rugby-Union-Spieler
- Mimi Webb (* 2000), britische Popsängerin

### N
- Neil Webb (* 1963), englischer Fußballspieler
- Nick Webb (1954–1998), britischer Jazzgitarrist und Komponist
- Nick Webb (Boxer) (* 1987), britischer Boxer

### O
- Oliver Webb (* 1991), britischer Rennfahrer
- Orianna Webb, US-amerikanische Komponistin, Musikpädagogin und Pianistin

### P
- Paddy Webb (1884–1950), neuseeländischer Politiker
- Paul Webb (Autor) (Paul Corcoran; * 1947), britischer Drehbuchautor
- Paul Webb (Bassist) (Rustin Man; * 1962), britischer Musiker, Mitglied von Talk Talk
- Peter Webb (Rugbyspieler) (1854–1920), neuseeländischer Rugby-Union-Spieler
- Peter Webb (Cricketspieler, 1932) (* 1932), irischer Cricketspieler
- Peter Webb (Ruderer) (* 1940), britischer Ruderer
- Peter Webb (Regisseur) (* 1942), britischer Regisseur
- Peter Webb (Cricketspieler, 1957) (* 1957), neuseeländischer Cricketspieler
- Peter Webb (Spezialeffektkünstler) († 2017), Spezialeffektkünstler
- Philip Barker Webb (1793–1854), englischer Botaniker
- Philip Speakman Webb (1831–1915), britischer Architekt

### R
- Ralph Humphreys Webb (1886–1945), kanadischer Politiker
- Rhys Webb (* 1988), walisischer Rugby-Union-Spieler
- Richard Webb (Schauspieler) (1915–1993), US-amerikanischer Schauspieler und Autor
- Richard A. Webb (1946–2016), US-amerikanischer Physiker
- Richard Wilson Webb (1901–1970), US-amerikanischer Schriftsteller, siehe Patrick Quentin
- Richelle Webb (* 1971), US-amerikanische Sprinterin
- Robert Webb (Schauspieler) (* 1972), britischer Schauspieler, Comedian und Autor
- Robert D. Webb (1903–1990), US-amerikanischer Filmregisseur
- Robert Wallace Webb (1909–1984), US-amerikanischer Geologe
- Ron Webb (1932–2020), australischer Radrennfahrer, Sportfunktionär und Architekt
- Roy Webb (1888–1982), US-amerikanischer Filmkomponist
- Russell Webb (* 1945), US-amerikanischer Schwimmer und Wasserballspieler

### S
- Sarah Webb (* 1977), britische Seglerin
- Sam Webb (* 1945), US-amerikanischer Politiker
- Shane A. Webb (* 1969), US-amerikanischer Ichthyologe
- Sharon Webb (1936–2010), US-amerikanische Schriftstellerin
- Shaun Webb (* 1981), neuseeländisch-japanischer Rugby-Union-Spieler
- Sidney Webb, 1. Baron Passfield (1859–1947), britischer Sozialwissenschaftler und Politiker
- Simon Webb (1949–2005), britischer Schachspieler
- Skeeter Webb (1909–1986), US-amerikanischer Baseballspieler
- Speed Webb (1906–1994), US-amerikanischer Schlagzeuger, Sänger und Bigband-Leader
- Spud Webb (* 1963), US-amerikanischer Basketballspieler
- Stan Webb (* 1946), britischer Musiker
- Stefani Webb (* 2005), australische Tennisspielerin
- Stephen Webb (Physiker)  (* 1963), englischer Physiker und populärwissenschaftlicher Autor
- Stephen Webb (* 1975), kanadischer Eishockeyspieler, siehe Steve Webb (Eishockeyspieler)
- Stephen H. Webb (1961–2016), US-amerikanischer Theologe
- Stephen John Webb (* 1965), britischer Politiker, siehe Steve Webb (Politiker)
- Suhaib Webb (* 1972), US-amerikanischer islamischer Missionar und Aktivist

### T
- Tara Webb, australische Tontechnikerin
- Tatiana Weston-Webb (* 1996), brasilianische Surferin
- Tim Webb (Regisseur), englischer Theaterregisseur
- Tim J. Webb (* 1967), australischer Musiker, Maler und Bildhauer, siehe Timothy James Webb
- Tiny Webb, US-amerikanischer R&B- und Jazzmusiker
- Thomas Webb (Schauspieler), Schauspieler
- Thomas Clifton Webb (1889–1962), neuseeländischer Politiker (NP)
- Thomas William Webb (1807–1885), britischer Astronom
- Todd Webb (1905–2000), US-amerikanischer Fotograf
- Travis Webb (Spider Webb; 1910–1990), US-amerikanischer Autorennfahrer

### V
- Vanessa Webb (* 1976), kanadische Tennisspielerin
- Veronica Webb (* 1965), US-amerikanisches Model, Moderatorin, Autorin und Schauspielerin
- Violet Webb (1915–1999), britische Leichtathletin

### W
- Walter Prescott Webb (1888–1963), US-amerikanischer Historiker
- Watt W. Webb (1927–2020), US-amerikanischer Biophysiker
- Wellington Webb (* 1941), US-amerikanischer Politiker
- William Webb (Komponist) (1625–1680), englischer Komponist
- William Webb (Filmeditor) (auch William H. Webb), US-amerikanischer Filmeditor und Produzent
- William Webb (Produzent), US-amerikanischer Filmproduzent
- William Webb Ellis (1806–1872), britischer angeblicher Erfinder des Rugby
- William Benning Webb (1825–1896), US-amerikanischer Politiker
- William F. Webb (1887–1972), australischer Richter
- William Henry Webb (1816–1899), US-amerikanischer Schiffskonstrukteur
- William L. Webb, Jr. (1925–2021), US-amerikanischer Generalmajor
- William R. Webb (1842–1926), US-amerikanischer Pädagoge und Politiker